# Фінляндія в Європейському Союзі
Відносини між Фінляндською Республікою та Європейським Союзом — це вертикальні відносини за участю наднаціональної організації та однієї з її держав-членів.

## Історія
Після закінчення Другої світової війни, під час якої країна спочатку опинилася в таборі Осі, щоб протистояти радянському експансіонізму на своїй території, а потім на боці союзників, Фінляндія зберегла свою незалежність за Паризьким договором 1947 року, але вважає за краще вибрати політичний нейтралітет між новими блоками холодної війни, щоб підтримувати добрі відносини з СРСР (першим торговельним партнером і прямим сусідом), але при цьому не схиляючись перед політикою фінляндизація останнього щодо фінського політичного та економічного світу.
Цей баланс тривалий час утримував країну від процесу європейського будівництва, сильно позначеного ідеологією західного блоку (ліберальна демократія, економічний і політичний альянс навколо ЄЕС, військовий союз навколо НАТО, тощо). У 1961 році вона стала асоційованим членом ЄАВТ, зони вільної торгівлі, але без політичних амбіцій.
Падіння радянського блоку проклало шлях до вступу Фінляндії до ЄС, але не до НАТО (Росія рішуче виступала проти цього), після трьох років переговорів вона стала членом Європейського Союзу в 1995 році, одночасно з Австрією та іншим її сусідом: Швецією. Вона зберігала до 2022 року нейтралітет і в рамках спільної політики безпеки та оборони прагне розвивати невійськові аспекти управління кризами, працюючи в напрямку автономного розвитку європейського військового та цивільного потенціалу.
Коли вона приєдналася, вона була економічно більш розвиненою, ніж багато колишніх країн-членів. Відтоді вона скористалася своїм місцем у міжнародній та регіональній торгівлі, працюючи так само зі своїми європейськими партнерами (країни Балтії та Північної Європи на чолі). з Росією ; зокрема через Північний вимір, ініційований у 1997 році Пааво Ліппоненом, тодішнім прем'єр-міністром. Фінляндія прийняла євро і є частиною Шенгенської зони; вона підтримала розширення Європейського Союзу на країни Балтії та Центральну та Східну Європу, вважаючи, що «мета приєднання до Європейського Союзу зміцнює демократію, верховенство права та ринкову економіку у відповідних країнах». .